# Rubus bushii
Rubus bushii är en rosväxtart som beskrevs av Liberty Hyde Bailey. Rubus bushii ingår i släktet rubusar, och familjen rosväxter. Inga underarter finns listade i Catalogue of Life.